# 간노
간노(観応, かんのう/かんおう)는 일본 남북조 시대의 연호(元号) 중 하나이다. 북조에서 사용되었다.
- 전후 : 조와(貞和) 이후 - 분나(文和) 이전.
- 시기 : 1350년 ~ 1351년
- 천황
  - 북조 : 스코 천황
  - 남조 : 고무라카미 천황
- 쇼군 : 무로마치 막부의 아시카가 다카우지

## 개원(改元)
- 조와 6년 2월 27일(율리우스력 1350년 4월 4일), 개원.
- 간노 3년 9월 27일(율리우스력 1352년 11월 4일), 분나로 개원된다.

## 출전
『장자』의 「玄古之君、天下無為也、疏曰、以虚通之理、観応物之数、而无為」.

## 간노 시기에 일어난 일
- 원년
  - 10월 : 아시카가 다다요시가 교토를 탈출하다.
  - 10월 : 아시카가 다카우지와 고 노 모로나오가 아시카가 다다후유 토벌을 위해 규슈로 내려가다.
  - 11월 : 아시카가 다다요시가 고 노 모로나오・모로후유 토벌을 명목으로 병사를 모으다. 고곤 상황은 아시카가 다다요시를 토벌할 것을 명한다.
  - 12월 : 아시카가 다다요시가 강화조건을 제시하고 남조에 귀순한다. 아시카가 다카우지가 후쿠오카에서 돌아오다.
- 2년
  - 1월 : 모모노이 다다쓰네가 홋코쿠(北国)에서 교토로 돌아와 아시카가 다카우지 등을 하리마로 쫓아낸다. 고 모로후유는 남조에게 공격받아 가이에서 자결한다.
  - 2월 : 아시카가 다다요시와 남조군이 셋쓰 우치데하마(打出浜)에서 아시카가 다카우지를 격파한다. 북조는 고 노 모로나오를 비롯한 고씨 형제의 은퇴를 조건으로 화의를 청한다.
  - 2월 : 고씨 형제 및 그의 일족들이 셋쓰에서 교토로 호송되던 중에 호송을 맡은 우에스기 요시노리에게 살해된다. 아시카가 다다요시는 고씨 일족을 배제한 후 정계에 복귀한다.
  - 3월 : 아시카가 다다후유가 규슈 단다이(九州探題)에 임명된다.
  - 10월 : 아시카가 다카우지가 남조에 항복하고, 남조는 아시카가 다다요시 토벌령을 내린다.
  - 11월 : 북조의 천황과 연호가 폐지되고, 쇼헤이 통일이 성립된다.
  - 11월 : 고려 연안에서 왜구가 활동을 시작하다.
  - 홍건적의 난

### 죽음
- 원년
  - 4월 : 요시다 겐코
- 2년
  - 9월 : 무소 소세키 (향년 77세)

## 서력과의 대조표
| 간노 | 원년       | 2년        | 3년        |
| ---- | ---------- | ---------- | ---------- |
| 서력 | 1350년     | 1351년     | 1352년     |
| 남조 | 쇼헤이 5년 | 쇼헤이 6년 | 쇼헤이 7년 |
| 간지 | 경인       | 신묘       | 임진       |

## 같이 보기
- 일본의 연호 일람

| 이전 조와 | 일본 북조의 연호 1350년 ~ 1352년 | 다음 분나 |